# Плантени

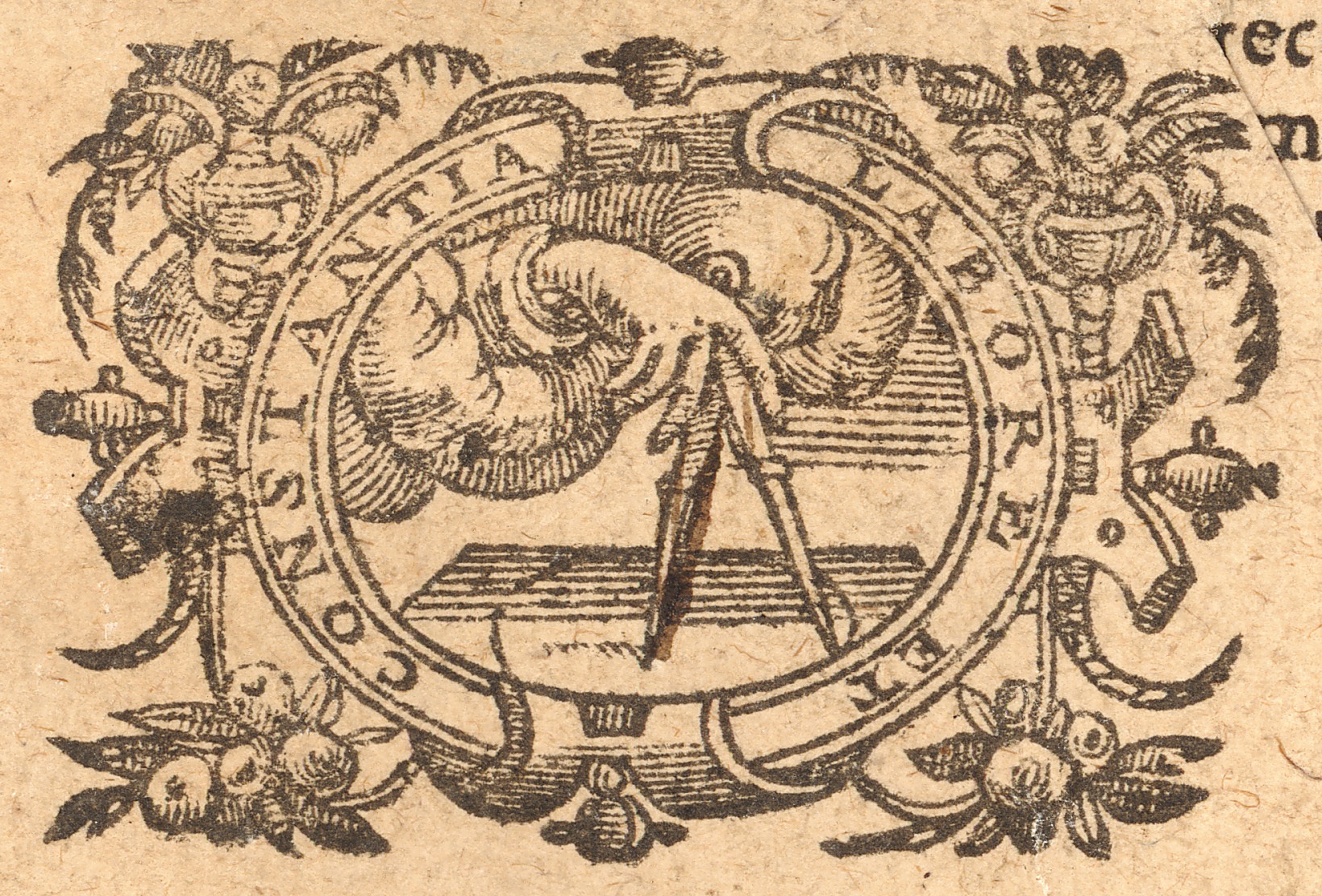
Друкарський знак Плантена

Плантени — стародруки, видані нідерландським книгодрукарем Крістофом Плантеном (1514—1589), який 1555 заснував у Антверпені (нині місто в Бельгії) друкарню. За 34 роки діяльності фірма Плантена видала понад 1600 творів різними мовами високої поліграфічної якості з мідьоритами. За змістом це була наукова література: з анатомії, ботаніки, географії, історії, антична й теологічна спадщина. Шедевром вважається 8-томна королівська Біблія, видана 4-ма мовами 1569—1573. Видавцю з великими труднощами вдалося уникнути переслідувань інквізиції, допоміг іспанський король Філіпп II Габсбург, який опікав його. Друкарський знак Плантена — рука, яка тримає циркуль, і гасло «Працею і постійністю».
В НБУВ (Київ) зберігається близько 300 примірників плантенів.